# Thị trấn
Un thị trấn (en vietnamita: Thị trấn; en chữ nôm: 市鎮 ; població a nivell comunal), és una unitat administrativa vietnamita. En virtut del Decret núm. 42/2009 / ND-CP, aquestes localitats a nivell municipal es classifiquen en les classe-2, classe-3, classe-5 i classe-5. Es troba al mateix nivell que els phường (barris) i els xã (comunes rurals), que tenen un estatus d'unitat administrativa de tercer nivell.
Aquests municipis a nivell municipal només poden estar subordinats als districtes com a unitats de tercer nivell

## Descripció

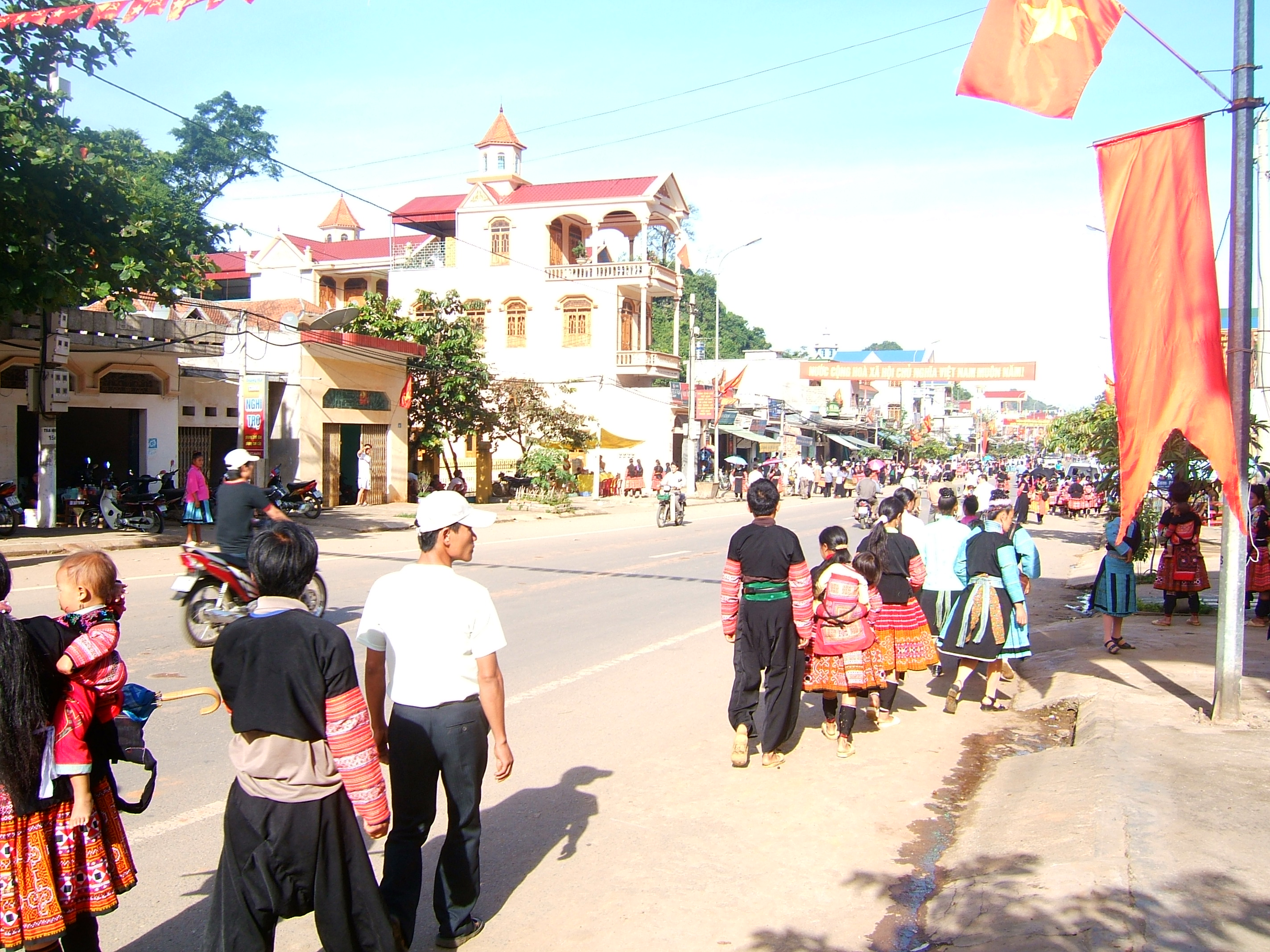
Mộc Châu és un thị trấn de la província de Sơn La

A Vietnam, la diferència entre un municipi i una comuna es relaciona principalment amb la seva taxa d'industrialització. Les comunes estan dominades per la pràctica de l'agricultura (inclosa l'agricultura, la silvicultura, la pesca, etc.), mentre que els municipis generalment tenen una base econòmica més diversificada. La densitat de població als municipis també és superior a la de les comunes. Altres criteris, com ara la població (a diferència de la densitat), els ingressos rebuts dels impostos i la seva superfície, en general, no es tenen en compte. Els municipis solen tenir pressupostos més alts que les comunes, però hi ha moltes excepcions.
La seu del govern d'un districte es localitza generalment en un municipi designat com huyện lỵ (capital del districte), com oposició a una comuna, excepte quan la ubicació geogràfica de la ciutat no és favorable.
A 31 de desembre de 2008, Vietnam tenia 617 thị trấn. La província de Thanh Hóa amb 30 thị trấn és la que té més d'aquestes unitats administratives, seguida de Hanoi amb 22 thị trấn. La província de Ninh Thuận només té tres thị trấn i Đà Nẵng no té cap.